# Capitólio Estadual de Connecticut
O Capitólio Estadual de Connecticut está localizado ao norte da Capitol Avenue e ao sul do Parque Bushnell em Hartford, capital do estado de Connecticut, nos Estados Unidos. O edifício abriga a Assembléia Geral de Connecticut; a câmara alta, o Senado do Estado, e câmara baixa, a Câmara dos Representantes, bem como o escritório do Governador do Estado de Connecticut. A Suprema Corte de Connecticut (construído 1908-1910), fica em frente Capitol Avenue em um prédio diferente.
Foi declarado como Marco Histórico Nacional e incluído no Registro Nacional de Lugares Históricos em 30 de dezembro de 1970.

## História
O edifício atual é o terceiro edifício do Capitólio do Estado de Connecticut desde a Revolução Americana.
A Assembléia Geral de Connecticut (legislativo estadual) reuniu-se alternadamente em Hartford e New Haven desde antes da Revolução Americana. Quando em Hartford, a Assembleia Geral reuniu-se no Old State House, projetada em 1792 por Charles Bulfinch, (1763-1844), e quando sentado em New Haven, em uma casa do estado projetado em 1827 por Ithiel Town, (1784-1844) . Após a Guerra Civil, as complicações desse plano começou a ser evidente, e ambos Hartford e New Haven competiram para ser a única capital do estado. Hartford ganhou, e a nova capital única precisava de um edifício do Capitólio central. A Assembléia Geral autorizou um projeto de milhões de dólares, e dois concorrentes, James G. Batterson, (1823-1901), e Richard M. Upjohn, (1828-1903), disputavam a ser premiado com o projeto. Upjohn ganhou, mas Batterson, um importador de pedra e comerciante e não um arquiteto, foi nomeado o empreiteiro. Batterson então continuamente revisto o plano de Upjohn a mais e mais se assemelham seu próprio plano. A torre central, por exemplo, é Batterson de, não Upjohn do. extensa elaboração do plano de Upjohn de Batterson acabou mais do que duplicando o custo para mais de US $ 2.500.000. 
O alívio Charter Oak acima da entrada Médio, com os bustos de Horace Bushnell e Noah Webster acima
"The Genius of Connecticut" pelo escultor Randolph Rogers (1877-1878), uma versão de gesso da estátua de bronze (destruída), originalmente montado na parte superior da cúpula, é exibido no piso principal.
O projeto de Richard M. Upjohn é no estilo "Movimento Eastlake", com elementos de estilo francês e neogótico. A construção do edifício começou em 1871. O edifício foi concluído em 1878, e abriu para a sessão da Assembléia Geral de Connecticut, em janeiro de 1879. [4] The New York Times observou quando foi concluída, que o novo edifício foi " uma vasta massa de mármore branco (é) esta estrutura imponente, e na luz do sol deslumbrante de uma nova Inglaterra Verão brilhos meio-dia como um palácio de fadas do trabalho geada. "[5]
O site do Capitólio foi escolhida uma vez que é adjacente ao Bushnell Park e teve acesso a mais envolvente espaço aberto do que o edifício antigo no centro da cidade imediato. O local era originalmente o local da antiga Trinity College e foi então conhecido como "Trinity Hill", e rua da cidade para o leste imediata ainda é chamado Trinity Street. (O Colégio mudou-se para um novo campus sul do centro da cidade.)
Existem algumas galerias de artefatos históricos no piso principal do edifício, principalmente normas de combate de unidades de guerra civil. As bandeiras foram depositados com o Estado por 10.000 dos veteranos do estado, que formaram uma procissão até o Capitólio, e depositou 30 bandeiras regimentais em 17 de setembro de 1879. 
O edifício sofreu alguma aglomeração de escritórios, bem como a introdução de paredes divisórias e outros expediants temporários que prejudicou o plano do edifício até 1979 e 1989, quando os esforços começaram a restauração.